# Štola Mařka
Štola Mařka este o arie protejată (arie specială de conservare — SAC, sit de importanță comunitară — SCI) din Republica Cehă întinsă pe o suprafață de 2,59 ha, integral pe uscat.

## Localizare
Centrul sitului Štola Mařka este situat la coordonatele 50°01′31″N 16°53′46″E / 50.025278°N 16.896111°E.

## Înființare
Situl Štola Mařka a fost declarat sit de importanță comunitară în aprilie 2005 pentru a proteja 2 specii de animale. Situl a fost protejat și ca arie specială de conservare în iulie 2012.

## Biodiversitate
Situată în ecoregiunea continentală, aria protejată nu include niciun habitat protejat.
La baza desemnării sitului se află mai multe specii protejate de  mamifere (2): liliac cârn (Barbastella barbastellus), liliac comun (Myotis myotis).